# Gouvernement Dionne II
Dionne I Dionne III
Le gouvernement Dionne II est le gouvernement de la république du Sénégal dirigé par le Premier ministre Mahammed Dionne du 6 septembre 2017 au 5 avril 2019. Il s'agit du quatrième gouvernement de la présidence de Macky Sall.
Il est composé de 39 membres, dont 35 ministres, 4 ministres délégués.
Après la démission du premier gouvernement Dionne, le 5 septembre 2017, le président Macky Sall reconduit Dionne comme Premier ministre, par décret n° 2017-1531 du 6 septembre 2017, et nomme le lendemain un nouveau gouvernement, où se retrouve l'essentiel des personnalités du cabinet précédent, à l'exception de Mankeur Ndiaye et d'Awa Marie Coll Seck, nommée toutefois quelques jours plus tard ministre d’État auprès du président de la République.

## Composition
- Augustin Tine, ministre des Forces armées
- Sidiki Kaba, ministre des Affaires étrangères et des Sénégalais de l’extérieur
- Aly Ngouille Ndiaye, ministre de l’Intérieur
- Ismaïla Madior Fall, garde des Sceaux, ministre de la Justice
- Abdoulaye Daouda Diallo, ministre des Infrastructures, des Transports terrestres et du Désenclavement
- Amadou Ba, ministre de l’Économie, des Finances et du Plan
- Mansour Faye, ministre de l’Hydraulique et de l’Assainissement
- Diène Farba Sarr, ministre du Renouveau urbain, de l’Habitat et du Cadre de vie
- Mariama Sarr, ministre de la Fonction publique, de la Rationalisation des effectifs et du Renouveau du service public
- Papa Abdoulaye Seck, ministre de l’Agriculture et de l’Équipement rural
- Mansour Elimane Kane, ministre du Pétrole et des Énergies
- Abdoulaye Diouf Sarr, ministre de la Santé et de l’Action sociale
- Ndèye Saly Diop Dieng, ministre de la Femme, de la Famille et du Genre
- Serigne Mbaye Thiam, ministre de l’Éducation nationale
- Mary Teuw Niane, ministre de l’Enseignement supérieur, de la Recherche et de l’Innovation
- Alioune Sarr, ministre du Commerce, de la Consommation, du Secteur informel et des PME
- Aminata Mbengue Ndiaye, ministre de l’Élevage et des productions animales
- Mamadou Talla, ministre de la Formation professionnelle, de l’Apprentissage et de l’Artisanat
- Oumar Guèye, ministre de la Pêche et de l’Économie maritime
- Yaya Abdoul Kane, ministre de la Gouvernance territoriale, du Développement et de l’Aménagement du territoire
- Moustapha Diop, ministre de l’Industrie et de la Petite et Moyenne industrie
- Mbagnick Ndiaye, ministre de l’Intégration africaine, du NEPAD et de la Francophonie
- Matar Bâ, ministre des Sports
- Samba Sy, ministre du Travail, du Dialogue social, des Organisations professionnelles et des Relations avec les institutions
- Abdou Latif Coulibaly, ministre de la Culture
- Khoudia Mbaye, ministre de la Promotion des investissements, des Partenariats et du développement des Téléservices de l’État
- Abdoulaye Bibi Baldé, ministre de la Communication, des Télécommunications, des Postes et de l’Économie numérique
- Maimouna Ndoye Seck, ministre des Transports aériens et du Développement des infrastructures aéroportuaires
- Mame Mbaye Niang, ministre du Tourisme
- Aissatou Sophie Gladima, ministre des Mines et de la Géologie
- Mame Thierno Dieng, ministre de l’Environnement et du Développement durable
- Pape Gorgui Ndong, ministre de la Jeunesse, de la Construction citoyenne et de la Promotion du volontariat
- Aminata Angélique Manga, ministre de l’Économie solidaire et de la Microfinance
- Abdoulaye Diop, ministre de l’Emploi, de l’Insertion professionnelle et de l’Intensification de la main d’œuvre
- Ndèye Ramatoulaye Guèye Diop, ministre de la Bonne gouvernance et de la Protection de l’enfance
- Souleymane Jules Diop, ministre délégué auprès du Premier ministre, chargé du PUDC
- Birima Mangara, ministre délégué auprès du ministre de l’Économie, des Finances et du Plan, chargé du Budget
- Abdou Ndéné Sall, ministre délégué auprès du ministre des Infrastructures, des Transports terrestres et du Désenclavement, chargé du Développement du réseau ferroviaire
- Moustapha Lô Diatta, ministre délégué auprès du ministre de l’Agriculture et de l’Équipement rural, chargé de l’Accompagnement et de la Mutualisation des organisations paysannes[3].

## Remaniements
Awa Marie Coll Seck est nommée ministre d'État auprès du président de la République le 11 septembre 2017.